# Ayanna Misola
Ayanna Misola (12 de enero de 2002) es una actriz filipina, reconocida por su aparición en la película Pornstar 2: Pangalawang Putok y en la serie de televisión Iskandalo.

## Biografía
Misola nació el 12 de enero de 2002 en Filipinas. Logró el reconocimiento en su país natal en 2021 luego de interpretar el papel de Trina en el filme cómico Pornstar 2: Pangalawang Putok, dirigido por Darryl Yap. Un año después apareció en el papel de Sarah en la película dramática del servicio de streaming Vivamax Siklo, bajo la dirección de Roman Perez Jr.
También en 2022 hizo parte del elenco de las series de televisión L (en el papel de Louise) e Iskandalo, en la que interpretó el papel protagónico de Agatha. El mismo año registró dos apariciones en producciones cinematográficas de su país: en Kinsenas, katapusan en el papel de Beth, y en Putahe, una nueva producción cinematográfica de Vivamax en la que compartió el rol protagónico junto con Janelle Tee. Igualmente, en 2022 protagonizó los filmes Bula y Ang babaeng nawawala sa sarili, y tuvo un papel de reparto en el seriado Secrets of a Nympho.

## Filmografía

### Cine
| Año  | Título                         | Papel  | Ref.   |
| ---- | ------------------------------ | ------ | ------ |
| 2021 | Pornstar 2: Pangalawang Putok  | Trina  | [ 1 ]  |
| 2022 | Kinsenas, katapusan            | Beth   | [ 1 ]  |
| 2022 | Siklo                          | Sarah  | [ 1 ]  |
| 2022 | Putahe                         | Jenny  | [ 14 ] |
| 2022 | Ang babaeng nawawala sa sarili | Albina | [ 12 ] |
| 2022 | Bula                           | Meldie | [ 11 ] |

### Televisión
| Año  | Título              | Papel        | Notas       | Ref.   |
| ---- | ------------------- | ------------ | ----------- | ------ |
| 2022 | L                   | Louise       | 1 episodio  | [ 1 ]  |
| 2022 | Iskandalo           | Agatha       | 9 episodios | [ 1 ]  |
| 2022 | Secrets of a Nympho | Hannah Andal | 8 episodios | [ 13 ] |